# Pyjamaschildwants
De pyjamaschildwants (Graphosoma italicum), ook wel pyjamawants, rood-zwarte streepwants of gevangeniswants genoemd, is een 8,5-11,0 mm grote wants uit de familie Pentatomidae.

## Beschrijving

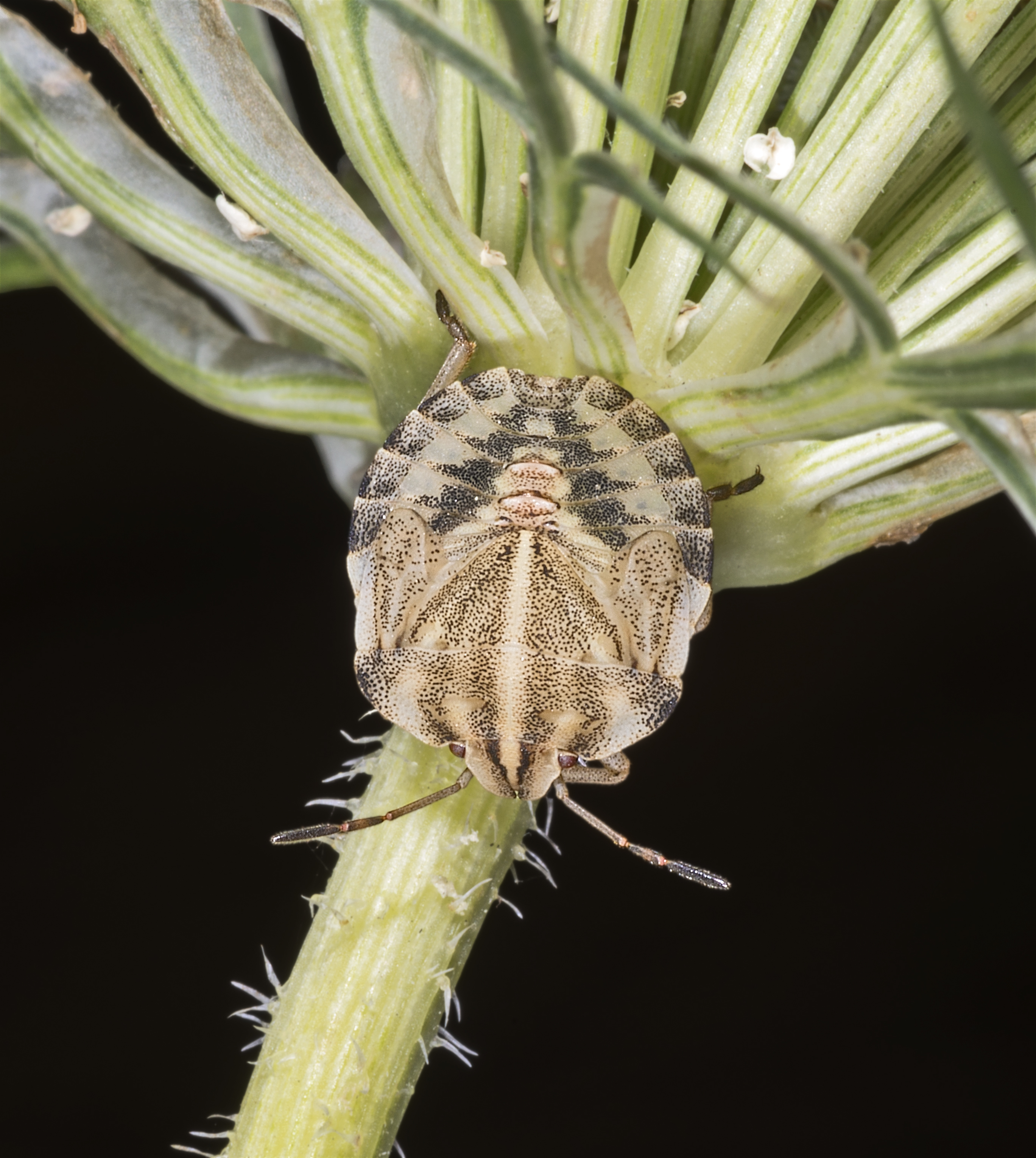
Nimf

De tekening is kenmerkend en bestaat uit een knalrode basiskleur met brede zwarte lengtestrepen over de gehele bovenzijde van het lichaam. De rode strepen zijn ongeveer even dik als de zwarte en die op de rand van het achterlijf staan enigszins naar buiten. De pootjes en antennes zijn zwart, de buik is rood met vele kleine zwarte vlekjes. Het lichaam is erg rond en de lengte ligt tussen de 8 en 12 mm. Kenmerkend is ook het grote schildje, dat tot de achterlijfspunt reikt en de voorvleugels grotendeels bedekt. De nimfen hebben nog geen rood-zwarte tekening, die dient om vijanden als vogels te waarschuwen voor de walgelijke smaak. Ze zijn merendeels grijsgroen van kleur.

## Algemeen
Deze soort komt voor in grote delen van zuidelijk Europa en delen van westelijk Europa, waaronder België en Nederland. De pyjamaschildwants leeft van diverse schermbloemigen 
en is vaak op de bloemschermen van wilde peen, pastinaak, engelwortel en zevenblad te vinden. 
Het is een typische boomwants die niet vaak op de bodem komt en het meest wordt gevonden in ruige, meestal droge en zonbeschenen kruidenvegetaties en graslanden. 
Zonnige plekken hebben de voorkeur en bij bewolking blijven de wantsen in de schuilplaatsen zitten zoals scheuren in boombast. Vroeger was hij in Nederland zeer zeldzaam, maar tegenwoordig komt hij wijdverspreid in het noordoosten, oosten, midden en zuiden van het land en ook in de duinen en op de waddeneilanden voor. De soort overwintert als volwassen dier en wordt gezien van april tot in oktober.
Tot in het recente verleden bestond er onduidelijkheid over welke soort er nu precies in Nederland voorkomt. Dankzij DNA-analyse is nu duidelijkheid over de status van Graphosoma italicum en G. lineatum: Alles wat in Nederland verzameld is behoort tot G. italicum.